# Taiyo Furusato
Taiyo Furusato (Kanoya, Kagoshima, Japón, 12 de julio de 2005) es un piloto de motociclismo japonés que compite en el Campeonato del Mundo de Moto3 con el Honda Team Asia. Anteriormente compitió en la Asia Talent Cup en 2021, donde salió campeón, y en la Red Bull MotoGP Rookies Cup en el mismo año. Desde 2022 es piloto del Campeonato del Mundo de Moto3.

## Biografía
Inicios
Durante el 2021 Taiyo Furusato compitió en la Asia Talent Cup ganando las siete carreras de la competición y sumando todos los puntos posibles. Durante ese mismo año también participó en la Red Bull MotoGP Rookies Cup donde venció en su primera carrera en Mugello.
Moto3
Para 2022 se confirmó a Furusato como piloto para el Honda Team Asia de Moto3 con el indonesio Mario Aji como compañero de equipo. Logró dos puntos en toda la temporada, sumados en el Gran Premio de Japón.
En 2023 se confirmó la continuidad de Aji y Furusato en el Honda Team Asia, donde lograría su primer podio en el Gran Premio de Tailandia y sumaría 63 puntos.
La temporada 2024 será su tercera temporada en la Honda de Moto3 del Honda Team Asia.

## Resultados

### Asia Talent Cup
(Carreras en negrita indica pole position, carreras en cursiva indica vuelta rápida)
| Año  | Moto  | 1      | 1      | 2      | 2      | 3      | 3      | 4      | 4  | Pos. | Pts. |
| Año  | Moto  | R1     | R2     | R1     | R2     | R1     | R2     | R1     | R2 | Pos. | Pts. |
| ---- | ----- | ------ | ------ | ------ | ------ | ------ | ------ | ------ | -- | ---- | ---- |
| 2021 | Honda | QAT1 1 | QAT2 1 | DOH1 1 | DOH2 1 | INA1 1 | INA2 1 | SBK1 1 | C  | 1.º  | 175  |

### Red Bull MotoGP Rookies Cup
(Carreras en negrita indica pole position, carreras en cursiva indica vuelta rápida)
| Temp. | 1   | 2   | 3   | 4   | 5     | 6      | 7       | 8       | 9      | 10    | 11    | 12    | 13    | 14      | Pos. | Pts. |
| ----- | --- | --- | --- | --- | ----- | ------ | ------- | ------- | ------ | ----- | ----- | ----- | ----- | ------- | ---- | ---- |
| 2021  | POR | POR | JER | JER | MUG 1 | MUG 14 | SAC Ret | SAC Ret | RBR 10 | RBR 8 | RBR 5 | RBR 4 | ARA 7 | ARA Ret | 11.º | 74   |

### Campeonato del Mundo de Motociclismo
Sistema de puntuación de 1993 hasta 2022:
| Posición | 1.º | 2.º | 3.º | 4.º | 5.º | 6.º | 7.º | 8.º | 9.º | 10.º | 11.º | 12.º | 13.º | 14.º | 15.º |
| Puntos   | 25  | 20  | 16  | 13  | 11  | 10  | 9   | 8   | 7   | 6    | 5    | 4    | 3    | 2    | 1    |

Sistema de puntuación desde 2023 en adelante:
| Posición       | 1.º | 2.º | 3.º | 4.º | 5.º | 6.º | 7.º | 8.º | 9.º | 10.º | 11.º | 12.º | 13.º | 14.º | 15.º |
| Puntos         | 25  | 20  | 16  | 13  | 11  | 10  | 9   | 8   | 7   | 6    | 5    | 4    | 3    | 2    | 1    |
| Carrera sprint | 12  | 9   | 7   | 6   | 5   | 4   | 3   | 2   | 1   |      |      |      |      |      |      |

#### Por categoría
| Cat.  | Temp.         | 1.er Gran Premio | 1.er Podio     | 1.ª Victoria  | Carreras | Victorias | Podios | Poles | VR | Pts | CM |
| ----- | ------------- | ---------------- | -------------- | ------------- | -------- | --------- | ------ | ----- | -- | --- | -- |
| Moto3 | 2022-presente | Argentina 2022   | Tailandia 2023 |               | 65       | 0         | 5      | 1     | 1  | 288 | 0  |
| Total | 2022–Presente | 2022–Presente    | 2022–Presente  | 2022–Presente | 65       | 0         | 5      | 1     | 1  | 288 | 0  |

#### Por temporada
| Temp. | Cat.  | Moto  | Equipo          | Carreras | Victorias | Podios | Poles | V.Ráp. | Pts. | Pos. |
| ----- | ----- | ----- | --------------- | -------- | --------- | ------ | ----- | ------ | ---- | ---- |
| 2022  | Moto3 | Honda | Honda Team Asia | 18       | 0         | 0      | 0     | 0      | 2    | 27.º |
| 2023  | Moto3 | Honda | Honda Team Asia | 20       | 0         | 1      | 0     | 0      | 63   | 16.º |
| 2024  | Moto3 | Honda | Honda Team Asia | 19       | 0         | 3      | 1     | 0      | 137  | 10.º |
| 2025  | Moto3 | Honda | Honda Team Asia |          |           |        |       |        | *    | *    |
| Total | Total | Total | Total           | 65       | 0         | 5      | 1     | 1      | 288  |      |

- * Temporada en curso.

#### Carreras por año
| Año  | Cat.  | Moto  | 1       | 2      | 3       | 4      | 5       | 6       | 7      | 8      | 9       | 10      | 11      | 12     | 13      | 14     | 15      | 16     | 17     | 18      | 19      | 20      | 21  | 22  | Pos. | Pts. |
| ---- | ----- | ----- | ------- | ------ | ------- | ------ | ------- | ------- | ------ | ------ | ------- | ------- | ------- | ------ | ------- | ------ | ------- | ------ | ------ | ------- | ------- | ------- | --- | --- | ---- | ---- |
| 2022 | Moto3 | Honda | QAT     | INA    | ARG 17  | AME 16 | POR 25  | SPA 21  | FRA 25 | ITA 18 | CAT Ret | GER 17  | NED 21  | GBR 18 | AUT 25  | RSM 21 | ARA 17  | JPN 14 | THA 25 | AUS Ret | MAL Ret | VAL Ret |     |     | 23.º | 21   |
| 2023 | Moto3 | Honda | POR 21  | ARG 18 | AME 20  | SPA 16 | FRA Ret | ITA Ret | GER 10 | NED 17 | GBR 20  | AUT 18  | CAT 13  | RSM 11 | IND Ret | JPN 12 | INA 7   | AUS 7  | THA 2  | MAL Ret | QAT 14  | VAL 11  |     |     | 16.º | 63   |
| 2024 | Moto3 | Honda | QAT 3   | POR 18 | AME Ret | SPA 17 | FRA 14  | CAT Ret | ITA 4  | NED 13 | GER 2   | GBR INJ | AUT 15  | ARA 6  | RSM 4   | ERM 13 | INA Ret | JPN 9  | AUS 7  | THA 5   | MAL 2   | SLD 7   |     |     | 10.º | 137  |
| 2025 | Moto3 | Honda | THA Ret | ARG 5  | AME 9   | QAT 2  | SPA 6   | FRA 6   | GBR 12 | ARA 11 | ITA 6   | NED Ret | GER Ret | CZE 11 | AUT 6   | HUN    | CAT     | RSM    | JPN    | INA     | AUS     | MAL     | POR | VAL | 8.º  | 87   |

| Color     | Resultado                                                               |
| --------- | ----------------------------------------------------------------------- |
| Oro       | Ganador                                                                 |
| Plata     | 2.ª plaza                                                               |
| Bronce    | 3.ª plaza                                                               |
| Verde     | Finalizó en los puntos                                                  |
| Azul      | Finalizó sin puntos                                                     |
| Azul      | NC - No clasificado                                                     |
| Violeta   | Ret - No terminó (Carrera)                                              |
| Rojo      | DNQ - No se clasificó                                                   |
| Negro     | DSQ - Descalificado                                                     |
| Blanco    | DNS - No empezó (carrera)                                               |
| Blanco    | WD - Retirado (fin de semana)                                           |
| Blanco    | C - Carrera cancelada                                                   |
| Sin color | DNP - Inscrito pero no participó                                        |
| Sin color | INJ - Lesionado                                                         |
| Sin color | EX - Excluido                                                           |
| Estado    | Resultado                                                               |
| Negrita   | Pole position                                                           |
| Cursiva   | Vuelta rápida                                                           |
| x         | Posición en carrera sprint                                              |
| †         | Abandona, pero clasifica al completar el porcentaje requerido para ello |